# 스웨덴 총리
스웨덴 총리(스웨덴어: statsminister)는 스웨덴의 정부수반이다.
현재 스웨덴의 총리는 울프 크리스테르손이다. 크리스테르손 총리는 지난 2022년 10월 18일 취임하였다.

## 같이 보기
- 스웨덴의 총리 목록